# Renner (Pferd)

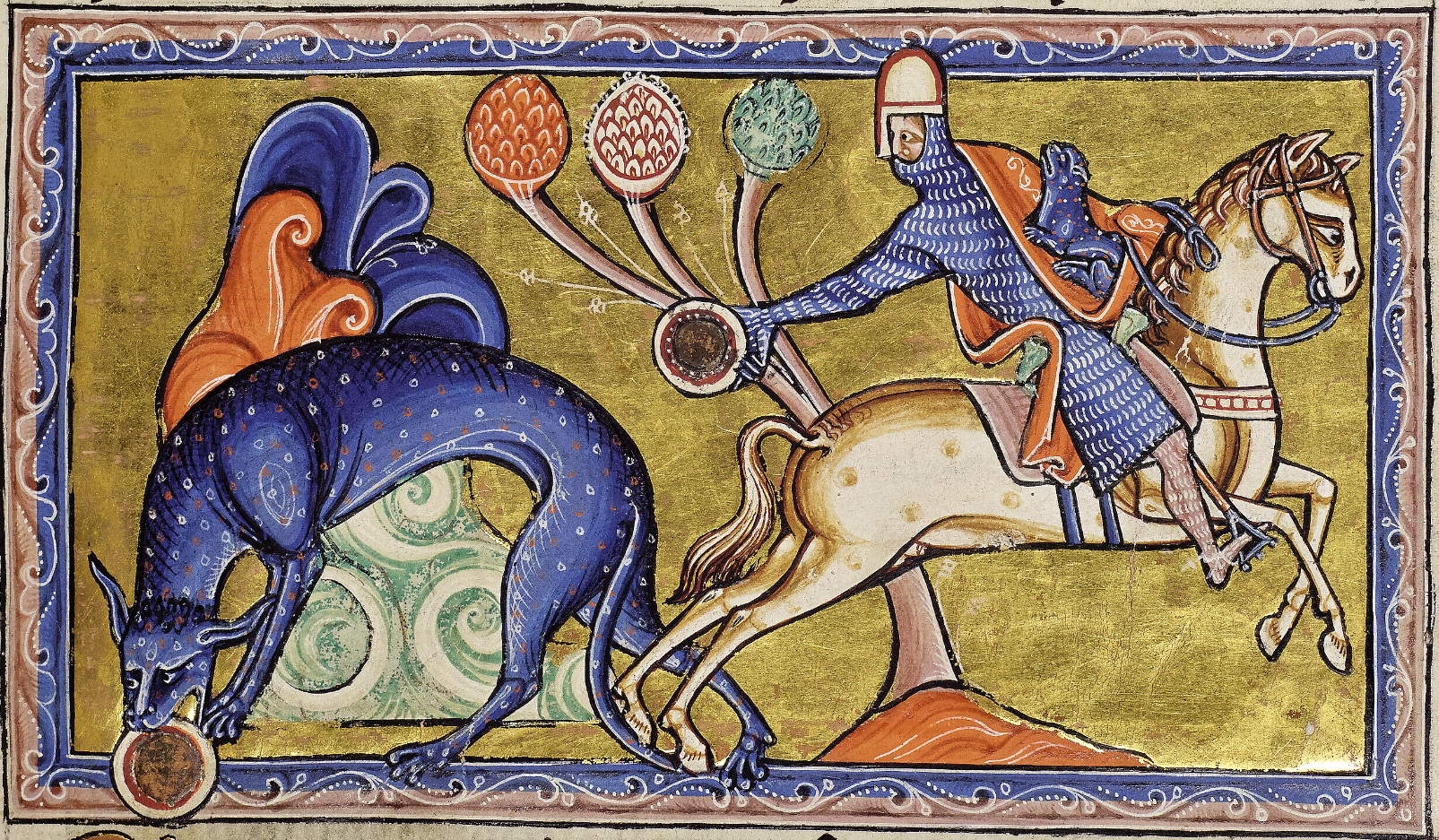
Diese Abbildung eines Ritters auf einem Pferderücken zeigt möglicherweise einen Courser

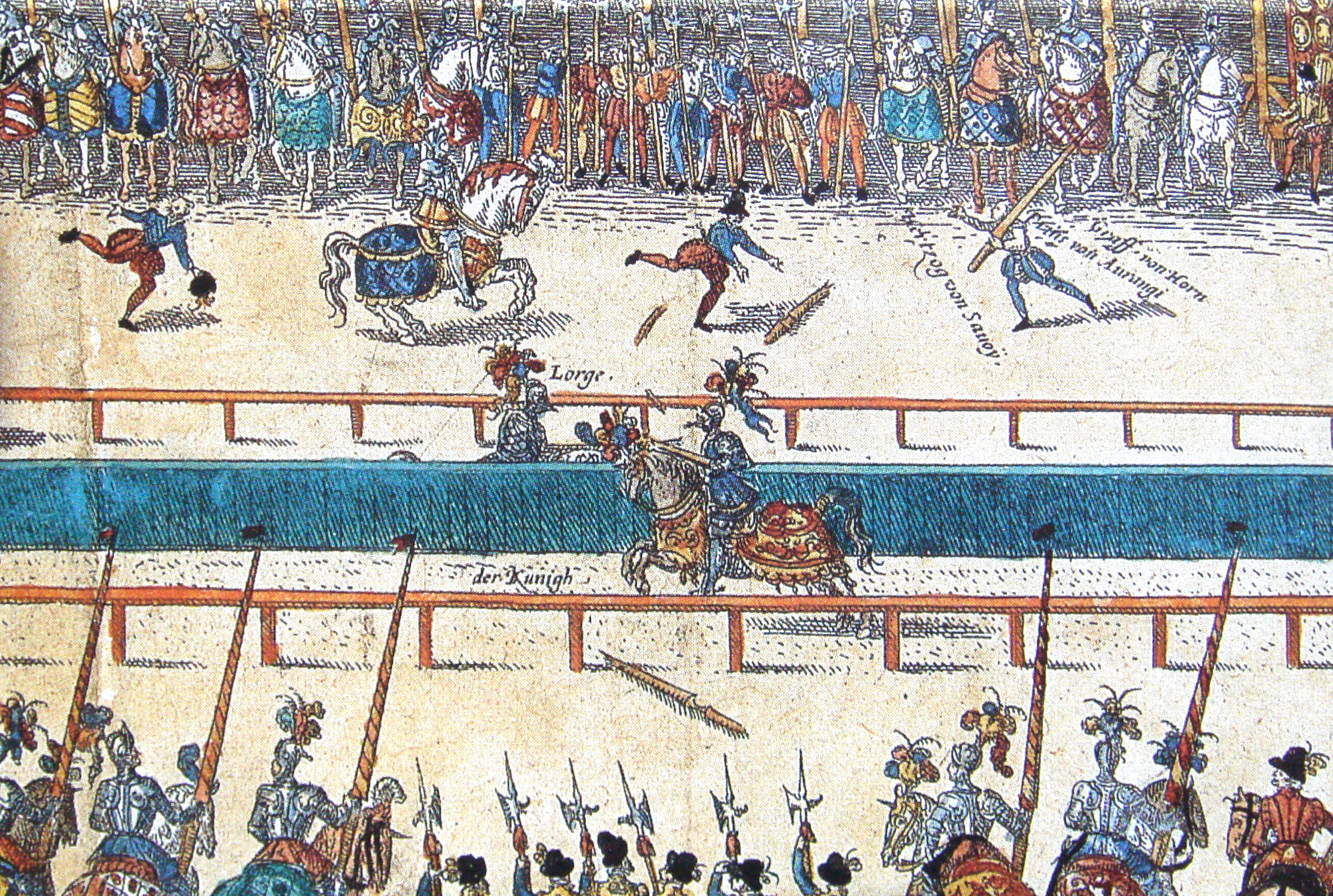
Lanzenstechen auf der Rennwiese

Ein Renner (engl. courser, frz. coursier) ist ein schnelles und starkes Pferd, das im Mittelalter von Rittern und Gleven häufig als Schlachtross, aber auch als Turnierpferd genutzt wurde.

## Etymologie
Die Bezeichnung „Renner“ hat militärisch-funktionalen Charakter: Mittelhochdeutsch ist der Renner ein Pferd zum Berennen im Sinne von zu Pferd attackieren.
Die englische Bezeichnung „Courser“ entspringt, nach dem Oxford English Dictionary, der Gangart des Renners – nach dem altfranzösischen courre „rennen“ – benannt wurde. Doch könnte das Wort sich auch vom italienischen corsiero „Schlachtross“ ableiten.

## Gebrauch
Renner wurden häufiger als der schwere Destrier für harte Kampfhandlungen eingesetzt, da sie relativ leicht, schnell und stark waren. Renner waren wertvolle Pferde, aber weniger teuer als der hochpreisige Destrier, der gerne als prestigeträchtiges Turnierpferd für das Lanzenstechen auf der Rennwiese verwendet wurde. Ein weiteres im Krieg übliches Allzweck-Pferd war der Runtzid.
Renner wurden gelegentlich auch für die Jagd oder als Rennpferde benutzt.